# Brienomyrus brachyistius
Brienomyrus brachyistius es una especie de pez elefante eléctrico perteneciente al género Brienomyrus en la familia Mormyridae presente en varias cuencas hidrográficas de África, entre ellas afluentes del centro y oeste del continente. Es nativa de la región del Congo, la República Democrática del Congo, Angola, Benín, Camerún, Costa de Marfil, Guinea Ecuatorial, Gabón, Ghana, Guinea, Guinea-Bisáu, Liberia, Mali, Nigeria, Senegal, Sierra Leona y Togo; y puede alcanzar un tamaño aproximado de 12,4 cm.

## Estado de conservación
Respecto al estado de conservación, se puede indicar que de acuerdo a la IUCN, esta especie puede catalogarse en la categoría «Preocupación menor (LC)».